# Alfred Gerhards
Alfred Gerhards (* 1920 in Mönchengladbach-Rheindahlen; † 29. Oktober 2000 in Mönchengladbach) war ein deutscher Unfallchirurg, Sportarzt und langjähriger Fußball-Mannschaftsarzt aus Mönchengladbach.

## Leben und Werk
Nach Studium und Approbation als Arzt (1950) arbeitete Alfred Gerhards im Westend (Luisenstraße) von Mönchengladbach als Arzt (Unfallchirurgie). Er wurde sehr früh Repräsentant der niedergelassenen Ärzte in Mönchengladbach und war seit 1972 als Mitglied des Vorstandes in der Kassenärztlichen Vereinigung Nordrhein (Düsseldorf) tätig. Zudem arbeitete er als Mitglied der Vertreterversammlung der Kassenärztlichen Bundesvereinigung.
1958 wurde Gerhards Mannschaftsarzt des Bundesliga-Fußballclubs VfL Borussia Mönchengladbach. Im März 1968 wurde er zum neuen Schatzmeister und damit neben Präsident Helmut Beyer und Manager Helmut Grashoff zum dritten Vorstandsmitglied gewählt. Diese drei Männer sollten den Verein in den folgenden gut 20 Jahren in „überaus harmonischer Zusammenarbeit“ leiten. Sie bildeten damit das legendäre „Dreigestirn“ der Borussia.
1972 lernte Gerhards am Neuwerker Krankenhaus den jungen Chirurgen Dr. Jürgen Sellmann kennen, der vor allem Erfolge bei der Behandlung von Knieverletzungen vorweisen konnte (die von Sellmann operierten Kreisligafußballer konnten schneller wieder laufen als andere mit gleichen Verletzungen). Aufgrund dieser Erfolge verpflichtete Gerhards den jungen Chirurgen Jürgen Sellmann auch für seinen Fußballclub Borussia Mönchengladbach. Später übernahm Sellmann in den 80ern den Job als Mannschaftsarzt von Alfred Gerhards, während Gerhards zum Ehrenpräsident des Fußballsclubs ernannt wurde.
Die Ärztekammer Nordrhein ehrte Gerhards in Anerkennung seines großen Einsatzes in der ärztlichen Selbstverwaltung und in der Berufspolitik mit der Johannes-Weyer-Medaille. Ebenfalls war er Träger des Verdienstkreuzes 1. Klasse des Verdienstordens der Bundesrepublik Deutschland.
Die Dr.-Alfred-Gerhards-Straße am Borussia-Park in Mönchengladbach wurde zu seinen Ehren nach ihm benannt.